# Munchkin (gato)
O gato Munchkin é uma raça recente de gatos caracterizada por suas pernas curtas, que são causadas por uma mutação genética. Muita controvérsia surgiu quando a raça foi reconhecida pela The International Cat Association (TICA) em 1995 com críticas demonstrando preocupação a respeito de problemas com a saúde e mobilidade dos animais.

O nome "munchkin" é derivado dos pequenos habitantes do País dos Munchkins na obra O Maravilhoso Mágico de Oz do escritor L. Frank Baum.

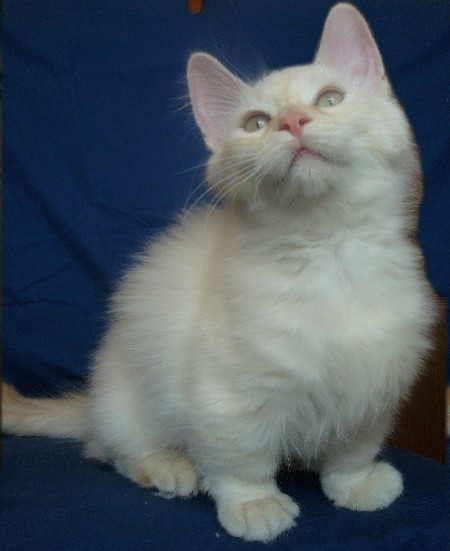
Gato munchkin

## História

### Origem da raça
Gatos com pernas curtas têm sido documentados desde a década de 1940. Um relatório veterinário britânico em 1944 notou quatro gerações de gatos com pernas curtas saudáveis, onde eram similares aos gatos normais, com exceção do comprimento de suas pernas. Essa linhagem desapareceu durante a segunda guerra mundial, mas outros gatos com pernas curtas foram avistados na Russia no ano de 1956 e nos Estados Unidos na década de 1970.
Em 1983, Sandra Hochenedel, uma professora de música em Rayville, Luisiana, encontrou duas gatas grávidas que se abrigaram embaixo de um caminhão ao fugir de um cachorro. Ela adotou um dos gatos e deu-lhe o nome de Blackberry, metade dos gatos dela nasceram com a condição de pernas curtas. Hochenedel deu um filho de pernas curtas macho para sua amiga, Kay LaFrance de Monroe, Luisiana, e ela batizou o gato de Toulouse. Os gatos da raça Munchkin atuais são descendentes da linhagem de Blackberry e Toulouse. Toulouse não era castrado e possuia acesso a ambientes exteriores. Em pouco tempo, uma população de gatos de rua com pernas curtas começou a se formar.
Pensando que poderiam ter uma nova raça de gatos, Hochenedel e LaFrance entraram em contato com o Dr. Solveig Pflueger, jurado de shows, presidente do comitê de genética da The International Cat Association (TICA) e orientador do Conselho Administrativo. Juntamente com o Dr. David Biller, chefe da radiologia no Colégio de Medicina Veterinária da Kansas State University, Pflueger conduziu estudos nos gatos e determinou que o traço genético responsável pelas pernas curtas possui um modo de herança dominante autossômico e que os gatos não possuiam problemas espinhais associados com raças de cachorro que possuem pernas curtas, como o Corgi e Dachshund.

### Histórico de registro
O gato Munchkin foi introduzido pela primeira vez ao público em 1991 através de um show de TV transmitido em rede nacional pela TICA em Madison Square Garden. Críticos previram que a raça iria desenvolver problemas de coluna, quadril e pernas de forma similar ao que ocorre em raças de cães como Dachshunds. Por muitos anos a raça Munchkin não foi aceita em competições felinas devido a controvérsia envolvendo a raça. Em meio a essa controvérsia, os criadores Laurie Bobskill e Robert Bobskill de Massachusetts propuseram que o Munchkink fosse considerado uma nova raça e em 1994 a TICA aceitou os Munchkins no seu programa de desenvolvimento New Breed. A raça Munchkin alcançou status de competição em maio de 2003.
Com exceção da TICA, outros registros que reconhecem Munchkins como raça incluem a American Association of Cat Enthusiasts (AACE), a United Feline Organization (UFO), o Conselho de Gatos da África do Sul e a Aliança Nacional de Gatos de Waratah, na Austrália. Existe controvérsia entre os criadores de gatos de pedigree se as mutações genéticas são anormais e potencialmente desvantajosa para o gato. Vários registros não reconhecem os Munchkins: Fédération Internationale Féline, que se recusa a reconhecer o que eles consideram uma raça baseada numa "doença genética", Acondroplasia. O Governing Council of the Cat Fancy também se recusa a reconhecer a raça, considerando esta e outras similares serem "inaceitáveis" por serem baseadas em uma "estrutura ou desenvolvimento anormal". A raça também não é reconhecida pela Cat Fanciers' Association. Donos e criadores de munchkins declaram que estes gatos são de uma raça ideal para casas pequenas e não são particularmente suscetíveis a problemas de saúde.
Em 2014, Lilieput, um gato Munchkin de Napa, California, foi nomeado o gato vivo com a estatura mais baixa no mundo pelo Guinness World Records, possuindo apenas 13,34 centímetros de altura.

## Características
É dócil, sociável e amável, se adaptando facilmente com crianças, outros gatos e até cachorros. É activo como outros gatos, mas não salta tão alto devido à pequena altura das suas pernas. É o único gato no mundo que possui pernas com um terço do tamanho normal e costas longas. O físico pode ser tanto de pêlo longo quanto curto, podendo ter várias cores.
Eles mantêm-se sobre as patas traseiras, com as dianteiras recolhidas, e sua corrida é semelhante a de um furão pois ele tem a capacidade de fazer “curvas fechadas”, o que faz com que eles sejam muito velozes. É comum vê-lo apoiado sobre as patas de trás como um hamster.
É bastante indicado para a vida em apartamento.

### Variantes
- Munchkin Standard (pernas curtas)
- Munchkin Non Standard (pernas com comprimento normal)
- Long Hair (pelo longo)
- Short Hair (pelo curto)

## Saúde
Apesar da condição que  causa a característica de pernas curtas no Munchkin ser associada a acondroplasia, estes gatos não apresentam crescimento anormal do crânio, característica da acondroplasia.
Inicialmente a ideia de que este gato apresentaria problemas de saúde na coluna, quadril e pernas era comum, mas após algum tempo, criadores levaram seus munchkins mais velhos para realizarem exames de raios-x, mas nenhum problema de saúde foi identificado. As únicas condições que aparentemente possuem mais chance de se manifestarem em munchkins é a lordose (curvatura da espinha) e pectus excavatum (cavidade vazia no peito).

## Genética
O gene munchkin é dominante autossômico. Um embrião homozigoto não é viável devido a um alelo letal e não se desenvolve no útero. Apenas filhotes heterozigotos para o gene munchkin conseguem se desenvolver em gatos munchkins viáveis. 
Como apenas gatos heterozigotos podem passar o gene munchkin, toda a ninhada com pelo menos um pai munchkin tem a possibilidade de apresentar os fenótipos: pernas curtas ou pernas normais, com o genótipo Mm ou mm, onde M é o traço para pernas curtas e m é o traço para pernas normais. 
O cruzamento entre dois gatos munchkins Mm x Mm tem a chance de gerar: 25% MM - um embrião não viável, 50% Mm - pernas curtas e 25% mm - pernas normais.